# Conan Exiles
Conan Exiles — компьютерная игра в жанре симулятор выживания, разработанная и изданная норвежской студией Funcom. Игра вышла в 2018 году для платформ Microsoft Windows, PlayStation 4 и Xbox One. Действие игры происходит в мире Конана-варвара, который спасает вашего игрового персонажа, после чего он начинает свое путешествие. Версия раннего доступа была выпущена в начале 2017 года, а 8 мая 2018 года ранний доступ был закрыт. Расширенная версия игры для Xbox Series X и Series S, была выпущена 8 июня 2021 года. В январе 2018 года Funcom продали 1.4 миллионов копий игры.

## Игровой процесс
Самая основная предпосылка Conan Exiles — выживание в вымышленном доисторическом мире из фэнтези-цикла «Хайборийская эра» американского писателя Роберта Говарда. Игрового персонажа обвиняют в тяжких преступлениях и приговаривают к смертной казни через распятие на кресте под палящим солнцем пустыни. Персонажа спасает сам Конан, после чего он становится изгнанником и ему предстоит выжить в суровой пустынной местности, известной как Земли Изгнанников (англ. The Exiled Lands). У персонажа существуют показатели голода и жажды, и ему необходимо постоянно удовлетворять данные потребности ради сохранения жизни. Следующей потребностью станет одежда, так как герой не может постоянно выдерживать жару и холод окружающей среды. В игре существует сюжетный режим одиночной кампании, а также PvP- и PvE-серверы, различающиеся по исходным условиям, вроде ускоренного набора опыта или определённого временного лимита для нападений на других игроков.
Одной из особенностей игры является возможность захвата рабов, которые пригодятся для организации производства и военных отрядов. Рабы в игре имеют уровни: 1, 2, 3, а также существуют именные рабы. Чем больше уровень у именного раба, тем дешевле для игрока становится создание предметов. Именные рабы позволяют создавать дополнительные безупречные вещи, которые не могут создавать обычные рабы 1-3 уровней. Важную роль в игре играет дом, что защищает от непогоды и нападений существ. Также он является центром деятельности игрока. По ходу игры на месте первоначального жилища можно выстроить целую крепость. В игровом мире предстоит бороться с другими игроками, агрессивными существами и дикими племенами. В случае смерти персонажа, игрок имеет возможность забрать свои вещи на кладбище, месте последней ночёвки или в доме. За время отсутствия игрока в игре его персонаж будет спать, тем самым пребывая под угрозой грабежа или убийства при отсутствии надёжного или скрытого от чужих глаз убежища.
По словам менеджера сообщества Funcom Йенса Эрика, площадь игровой карты составляет около 53 км2.

### Создание персонажа
Редактор персонажа предлагает множество настроек, таких как пол, голос и несколько физических атрибутов тела. Можно выбрать множество рас, в том числе киммерийцев, стигийцев, хайборийцев, нордхеймеров и других. Также доступны ползунки для размера груди и полового органа, — что подвергается цензуре в Северной Америке со стороны ESRB.
Религия играет важную роль и игроки могут присягнуть одному из семи богов пантеона: Сету, Йогу, Митре, Имиру, Деркето, Крому или Зату. Все религии можно позже изучить у учителей, за исключением Крома, так как выбор этой религии означает полный отказ и не дает никаких игровых преимуществ. Дополнительное божество, Джеббал Саг, можно выбрать, только поговорив с определенным неигровым персонажем (NPC) и пройдя подземелье. Игрок может использовать любую комбинацию своих преимуществ в любой момент времени, что в основном состоит из специальных рецептов. После сбора нужно количества подношений для каждого божества, их аватар может быть призван игроком, — чаще всего их используют в качестве высшей формы нападения против баз других игроков.

### Механики
Игрок создает экипировку и инструменты и сражается с враждебными существами и другими игроками, если на сервере включен режим PvP. Локации включают фауну, саванны и дельты реки, которые населяют крокодилы, гиены, носороги, драконы, динозавроподобные «сланцы», нежить и многие другие существа, коими полны Земли Изгнанников. Людей можно встретить в лагерях, деревнях и небольших городах, — их можно захватить с помощью системы рабства. В зависимости от профессии и ранга, захваченные рабы могут предоставить игроку ряд преимуществ, включая более высокую скорость создания, снижение затрат на материалы, эксклюзивные рецепты, защиту в ближнем или дальнем бою. В обновлении 2018 года в игру были добавлены домашние животные, — из можно ловить  в дикой природе, в виде детенышей или яиц, и выращивать в качестве спутников или для защиты дома. 5 декабря 2019 года появилась верховая езда и бой верхом.

### Развитие
Очки опыта зарабатываются в результате успешных сражений, собирательства и создания предметов на верстаке, а также в небольших количествах просто с течением времени. Несмотря на отсутствие формальной системы классов, каждое повышение уровня позволяет в определенной степени настраивать персонажа за счет выбора очков атрибутов и рецептов.

### Мир
Историю Земель Изгнанников рассказывает Воитель Клаэль, один из королей-гигантов, древних правителей. Люди когда-то пришли сюда в качестве беженцев и короли-гиганты предложили им заселить замерзшие пустоши Севера. Там люди построили город среди деревьев, занимались странными науками и поклонялись богам-демонам. Между людьми и королями-великанами на протяжении тысячи лет существовал мир и торговля. Однако из-за человеческой жадности в конце концов разразилась война. Тогда короли-гиганты создали браслет, что надевали на людей дабы сломить волю военнопленных, а также он позволял им понять язык королей-гигантов и предвещал о побеге пленных. Пленники работали и сражались за королей-гигантов. Воитель Клаэль теперь не уверен в новом предназначении браслетов. Ближе к концу войны люди открыли при помощи науки новое оружие, способное сокрушать войска и обращать врагов в камень. В отчаянии короли-гиганты провели ритуал, вызвавший Песчаную бурю, что сжигала и уничтожала все на своем пути. Вот почему большинство Изгнанных Земель теперь превратились в пустыню. Ныне все короли великанов мертвы, кроме Воителя Клаэля. Спустя тысячи лет Конан приходит поговорить с Воителем и отправляется на поиски Змеиного кольца Сета.

## Разработка
К моменту начала разработки игры Funcom находилась на грани банкротства, пути к спасению разработчики искали в сервисе SteamSpy. Согласно их расчётам, компания могла выбраться из накопившихся долгов даже при средней успешности проекта. 31 января 2017 года игра вышла в ранний доступ Steam. В декабре 2017 года было объявлено о готовности игры выйти из раннего доступа. Релиз на PC, Xbox One и PS4 в цифровой и дисковой версиях был намечен на 8 мая 2018 года. К этому моменту игра в Steam продавалась за 30 долларов, после релиза версия для РС будет стоить 40 долларов, консольные версии оценивались в 50 долларов (при этом цена в Xbox Game Preview должна была повыситься).

### Дополнения
16 августа 2017 год вышло бесплатное дополнение «Ледяной Север» (англ. Frozen North), добавляющее новые территории, здания и ресурсы, улучшенную боевую систему, снаряжение и оружие, смену погодных условий и другие возможности.
В 2017 году в игру был добавлен биом «Высокогорье» (англ. The Highlands), которое добавило возможность лазать по отвесным скалам, новые ресурсы и рецепты экипировки.
В июне 2018 года вышло платное дополнение «Культура имперского востока» (англ. The imperial east), вводящее территорию Кхитая, новые виды нарядов и оружия, боевые раскраски, предметы декора и строительные элементы.
В декабре 2019 года вышло дополнение  «Всадники Хайбории»  (англ. «Riders of Hyboria»), вводящее в игру систему ездовых животных и возможности для кастомизации лошадей, всадников и конюшни.
В 2021 году вышло дополнение «Остов Сиптах» (англ. Isle of Siptah), которое добавило в игру три биома («Саванна», «Затопляемые земли» и «Пепельные земли»).
14 марта 2023 года вышло дополнение «Век Колдовства» (англ. Age of Sorcery), что добавило магию и заклинания, новые механики, задания по охоте за головами, охоту на ведьм, добывающих ресурсы големов и другое.

## Продажи
В первую неделю раннего доступа игры в Steam было продано 320 тыс. копий., тем самым игра окупила свой бюджет и начала генерировать прибыль. За первые 28 дней официальных продаж было продано 480 тыс. чистых копий, хотя Funcom рассчитывала продать за весь первый год 487 тыс. копий. К маю 2018 года был продано один миллион копий игры.
Опубликованный финансовый отчёт за второй квартал 2017 года показал, что первая половина года стала самой успешной в финансовой истории Funcom. Улучшить финансовое положение компании должны были дополнение «Frozen North» и версии для Xbox One, а также релиз, после которого цена игры вырастет. Благодаря этому студия могла заняться двумя новыми проектами: однопользовательской игрой про Конана и неназванной тактической пошаговой стратегией для ПК и консолей.
Летом 2018 года, благодаря уязвимости в защите Steam Web API, стало известно, что точное количество пользователей сервиса Steam, которые играли в игру хотя бы один раз, составляет 1 140 205 человек.

## Приём
| Сводный рейтинг       | Сводный рейтинг                   |
| Агрегатор             | Оценка                            |
| --------------------- | --------------------------------- |
| GameRankings          | 64,97 %                           |
| Metacritic            | 68 % (PS4) 64 % (X-Box) 68 % (ПК) |
| Русскоязычные издания |                                   |
| Издание               | Оценка                            |
| StopGame.ru           | Похвально                         |
| «Игромания»           | 8/10                              |

Агрегатор рецензий Metacritic поставил следующую оценку игре: версия для PS4 — 68 % (32 обзора), версия для XBox One — 64 % (9), версия для ПК — 68 % (24).
Обозреватель журнала «Игромания» Александр Пушкарь поставил игре 8 баллов. К достоинствам он отнёс игровой процесс, графику, разнообразие занятий и локаций, к недостаткам — анимацию, интерфейс и наличие багов.
От рецензента издания «Stopgame» Катерины Краснопольской игра получила оценку «Похвально». Из плюсов она отметила насыщенный игровой мир и возможность полноценной однопользовательской и многопользовательской игры, из минусов — слабый искусственный интеллект и устарелость графики.